# Omar Juma Al-Salfa
Omar Juma Al-Salfa (ur. 15 października 1989) – reprezentujący Zjednoczone Emiraty Arabskie lekkoatleta, sprinter.

## Osiągnięcia
- brąz halowych igrzysk azjatyckich (sztafeta 4 x 400 m, Hanoi 2009)
- złoty medal mistrzostw Azji (bieg na 200 m, Guangdong 2009)
- brąz igrzysk azjatyckich (bieg na 200 m, Kanton 2010)
- złoty medal mistrzostw Azji (bieg na 200 m, Kobe 2011)
- medalista mistrzostw kraju, mistrzostw arabskich oraz mistrzostw Azji juniorów

W 2008 reprezentował swój kraj podczas igrzysk olimpijskich w Pekinie, gdzie odpadł w biegach eliminacyjnych na 200 metrów.

## Rekordy życiowe
- bieg na 200 metrów – 20,63 (2010) rekord Zjednoczonych Emiratów Arabskich
- bieg na 60 metrów (hala) – 6,72 (2009) rekord Zjednoczonych Emiratów Arabskich

Omar Juma Al-Salfa, razem z kolegami z reprezentacji, jest byłym rekordzistą kraju w sztafecie 4 x 400 metrów w hali (3:11,40 w 2009) oraz aktualnym na stadionie (3:15,11 w 2006), a także aktualnym rekordzistą w sztafecie 4 x 100 metrów (39,85 w 2011).